# مارك لاندزبيرغر
مارك لاندزبيرغر (بالإنجليزية: Mark Landsberger)‏ مواليد 21 مايو 1955 في مينوت، هو لاعب كرة سلة أمريكي سابق. بدأ مسيرته الاحترافية في سنة 1977. تم اختياره من قبل فريق شيكاغو بولز خلال الدرافت. حمل الرقم 54. يبلغ طوله 6 قدم 8 بوصة (2.0 م). اعتزل اللعب في 1993. أحرز خلال مسيرته في الإن بي إيه 2468 نقطة بمعدل 5.6 نقاط في المباراة الواحدة.

## المسيرة الاحترافية
لعب مع شيكاغو بولز من سنة 1977 إلى 1980، ثم لعب مع لوس أنجلوس ليكرز من سنة 1979 إلى 1983، ثم لعب مع أتلانتا هوكس في موسم 1983–1984، ثم لعب مع نادي بانيونيس لكرة السلة في موسم 1988–1989، ثم لعب مع نادي كولادو فيلابا لكرة السلة في موسم 1991–1992، ثم لعب مع جيمناسيا إيسغريما دي كومودورو ريفادافيا في الدوري الأرجنتيني في موسم 1992–1993.

## روابط خارجية
- مارك لاندزبيرغر على موقع إن بي أي (الإنجليزية)
- مارك لاندزبيرغر على موقع سبورتس رفرنس (الإنجليزية)
- مارك لاندزبيرغر على موقع الدوري الإسباني لكرة السلة (الإسبانية)
- مارك لاندزبيرغر على موقع كلية كرة السلة في سبورتس رفرنس.كوم (الإنجليزية)
- مارك لاندزبيرغر على موقع ريلجم (الإنجليزية)
- مارك لاندزبيرغر على موقع بروبوليرز (الإنجليزية)
- مارك لاندزبيرغر على موقع سبورتس رفرنس (الإنجليزية)